# Asia Swimming Federation
L'Asia Swimming Federation (AASF, originellement pour Asian Amateur Swimming Federation) est l'association continentale des fédérations nationales asiatiques de natation, fondée en 1978. Elle supervise les compétitions internationales asiatiques de natation sportive, natation synchronisée, plongeon et water-polo. Elle est membre de la Fédération internationale de natation (FINA).

## Historique
En décembre 2010, deux fédérations nationales sont acceptées : celles du Bhoutan et de Timor-Leste.

## Membres
En décembre 2010, quarante-cinq, fédérations nationales sont recensées par l'AASF sur son site web : elles représentent les pays suivants : Afghanistan, Arabie saoudite, Bahreïn, Bangladesh, Bhoutan, Birmanie,Brunei, Cambodge, Chine, Corée du Nord, Corée du Sud, Émirats arabes unis, Hong Kong, Inde, Indonésie, Irak, Iran, Japon, Jordanie, Kazakhstan, Kirghizistan, Koweït, Laos, Liban, Macao, Malaisie, Maldives, Mongolie, Népal, Oman, Pakistan, Palestine, Philippines, Qatar, Singapour, Sri Lanka, Syrie, Tadjikistan, Thaïlande, Chinese Taipei, Turkménistan, Ouzbékistan, Timor-Leste, Viêt Nam et Yémen.

## Principales compétitions
- Championnats d'Asie de natation.
- Natation et water-polo aux Jeux asiatiques.
- Championnats des clubs de water-polo asiatiques.